# Сакс (оръжие)
 Тази статия е за оръжието.  За германското племе вижте Сакси.  
Сакс (Англосаксонско произношение: [ˈsæɑks]) (sax, sæx, sex, латинизирано в sachsum) e староанглийски термин за нож. В съвременната археология думата „сакс“ се използва за меч или кама, типични за германските племена по време на Великото преселение на народите през Ранното Средновековие. Това в особена степен се отнася за саксите, чието име произхожда от това оръжие.
В хералдиката саксът се изобразява като завит меч с нащърбено острие, който присъства в гербовете на английските графства със саксонско минало Есекс и исторически Мидълсекс.

## Описание
Обикновено саксите имат дължина до 30 см., а бойните – от 50 – 70 см. Характерни са една режеща повърхност със заострен връх за пробождане.
- Органична дръжка на ефеса (дърво, рог) и втъкнато в нея острие без улей.
- Едноостро лезвие.
- Оръжието се носи в ножница хоризонтално на колана с острие, обърнато нагоре (острието е на късия ръб на меча).

Сред континенталните германски племена са разпространени следните типове сакси:
- Тесен дълъг
- Къс
- Тесен – Често с инкрустации на змии и с метална глава на ефеса.
- Лек широк – Без метални части по ефеса и с по-опростени декорации на острието.
- Тежък широк – С дръжка от органичен материал, по-дълга от 20 cm и с прости декорации на острието. Острието и тъпата част са успоредни, като на върха са завити така, че оформят двуостър връх.
- Дълъг – Лети в калъп с острие над 50 cm, нерядко с улеи и дълга дръжка. Острието и гърба са прави и завити в края, за да оформят двуостър връх. Датирани са след VII век.

В историята на сакса личи тенденция към разширяване на острието и постепенно се достига до едно по-тежко и дебело острие. Нерядко в най-ранния си период саксите са допълнително оръжие към двуострия меч. След VII век вече са основно хладно оръжие наред с франкската брадва франциска. В Англия дългият сакс се появява по-късно, отколкото на континента. 
- Сакс с отсечен гръб – сакси с преходна зона от гърба към върха, съставляваща от 1/3 до 3/5 от дължината на острието. По-често откривани в Обединено кралство Великобритания и Северна Ирландия, те варират по дължина и по дебелина, най-често са лети по калъп и имат инкрустации от сребро, мед, месинг или друг материал.

## Галерия
- Дълги сакси от Меровингския период
- Сакс с отсечен гръб от Ситингбърн, Кент
- Флагът на Есекс
- Дървена статуя на англосаксонски воин в Древния лес в Дартфорд
- Саксонски бит и екстериор, реконструкция, 52° 18′ 44.14″ N, 0° 37′ 54.43″ E